# Première guerre celtibère

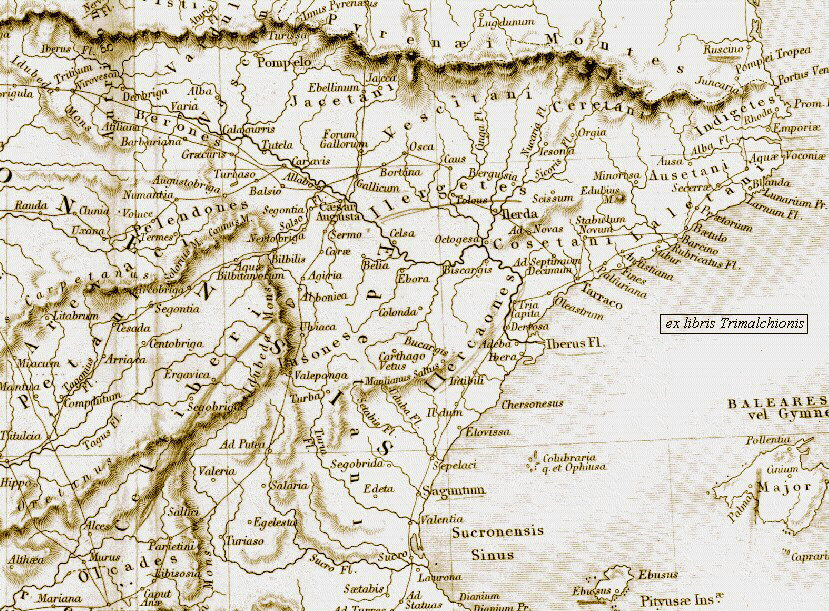
Noroeste Hispania

Après la deuxième guerre punique, les Romains étendirent leur domination sur le pourtour méditerranéen et plus particulièrement sur l'Hispanie vers 209 av. J.-C. Publius Cornelius Scipion, général romain, se heurta aux Celtibères alors qu'il progressait vers l'intérieur des terres. Les Espagnols se livrèrent à une guérilla féroce, tentant de contrôler les routes commerciales. Heureusement pour Rome, les Espagnols étaient constitués en tribus et divisés, si bien qu’ils ne surent jamais s’unir pour former une résistance commune. Les combats s'intensifient en 181 av. J.-C., « les barbares » s'emparent de plusieurs villes et les Romains sont refoulés jusque sur la colonie massaliote d’Empories. Les légions romaines sont alors sous le commandement du consul Quintus Fulvius Flaccus. Mais les Celtibères sont ensuite vaincus au cours d'une bataille et prennent la fuite vers leurs villes nouvellement fortifiées dans les montagnes.
La guerre languit, les Espagnols sont retranchés et les Romains ne peuvent combattre sur tous les fronts. En effet, les Celtibères, se sentant menacés par l’affermissement de la domination romaine dans la vallée de l’Èbre, s’unirent aux Lusitaniens, aux Vaccéens et aux Carpétans. Mais les légions romaines, au cours d’une grande bataille près de Tolède, vainquirent et massacrèrent les troupes barbares, provoquant la rupture des alliances espagnoles. Les Romains employèrent alors plusieurs années à cerner leurs montagnes devenues le foyer de la résistance, et des victoires gagnées au nord et au sud leur ouvrirent l’entrée aux camps celtibères. En 179 av. J.-C., le successeur de Flaccus, Tiberius Sempronius Gracchus remporte une série de victoires et prend les villes de Cravis et de Complega, forçant ainsi les barbares à se rendre et à signer un traité de paix, accordant aux Romains une partie des terres de la côte est de l'Hispanie. Pour gagner ces peuples, il leur fit de douces conditions : il les déclara alliés de Rome et placés sous son protectorat, à la seule condition de lui fournir, en cas de guerre, des hommes et de l’argent. Cette guerre et l'attitude des Celtibères provoqua l'admiration des Romains pour ce peuple